# Hej Sokoły
Hej Sokoły (in ucraino Гей соколи) è una canzone della tradizione polacco-ucraina.
Sebbene le sue esatte origini siano sconosciute, si ritiene sia stata scritta dal poeta Tomasz Padura nella prima metà del XIX secolo. Esempio della scuola ucraina della letteratura polacca, la canzone si diffuse anche in Ucraina, seppur con un testo leggermente differente.
La canzone parla di un soldato cosacco che saluta teneramente la sua ragazza e dei ricordi della lontana Ucraina. Il titolo è traducibile come "ehi, falconi!".
Divenne popolare fra i soldati durante la Guerra sovietico-polacca, e fu consacrata come una delle più importanti canzoni popolari polacche, cantata anche dai membri dell'Armia Krajowa durante l'occupazione nazista.
Dopo la caduta del comunismo, la cantante popolare polacca Maryla Rodowicz ne ha eseguito una cover divenuta anch'essa molto popolare.

## Testo originale
Hej tam gdzieś z nad czarnej wody siada na koń kozak młody,

Czule żegna się z dziewczyną, jeszcze czulej z Ukrainą!
Hej, hej, hej, sokoły, omijajcie góry, lasy, doły,

Dzwoń dzwoń dzwoń dzwoneczku, mój stepowy skowroneczku! {2x}
Ona jedna tam została jaskółeczka moja mała,

a ja tutaj w obcej stronie dniem i nocą tęsknię do niej!
Hej, hej, hej, sokoły, omijajcie góry, lasy, doły,

Dzwoń dzwoń dzwoń dzwoneczku, mój stepowy skowroneczku!{2x}
Żal, żal, za dziewczyną, za zieloną Ukrainą,

Żal, żal, serce płacze, już jej więcej nie zobaczę!
Hej, hej, hej, sokoły, omijajcie góry, lasy, doły,

Dzwoń dzwoń dzwoń dzwoneczku, mój stepowy skowroneczku! {2x}
Wina, wina, wina dajcie, a jak umrę pochowajcie,

na zielonej Ukrainie, przy kochanej mej dziewczynie!
Hej, hej, hej, sokoły, omijajcie góry, lasy, doły,

Dzwoń dzwoń dzwoń dzwoneczku, mój stepowy skowroneczku! {2x}
Traduzione
Ehi, là vicino alle acque nere un giovane cosacco monta a cavallo

Teneramente saluta la ragazza e ancor più [teneramente]  l'Ucraina.
Ehi, ehi, ehi falconi, evitate le montagne, le foreste, le valli.

Suona, suona, suona mia campana, la mia allodola della boscaglia! {2x}

Lei è rimasta là tutta sola, la mia piccola rondinella.

Ed io, in un paese straniero, ogni giorno ed ogni notte penso a lei.
Ritornello

Il rimpianto, rimpianto per la [mia] ragazza e per la verde Ucraina.

Il rimpianto, il [mio] cuore piange [perché] non la vedrò mai più.
Ritornello

Datemi del vino, del vino, del vino e quando sarò morto interratemi

Nella verde Ucraina, accanto alla mia bella amata.
Ritornello